# ラスト・ジャッジメント
「ラスト・ジャッジメント」は、ARTERY VEINの2枚目のシングル。2011年4月20日に5pb.Recordsから発売された。

## 概要
喜多村英梨と今井麻美によるユニット・ARTERY VEINの2ndシングル。表題曲「ラスト・ジャッジメント」は、5pb.のXbox 360用ゲームソフト『ファントムブレイカー』のオープニングテーマとなっており、カップリング曲「迷いの森」は7分と長大な楽曲となっている。前作では落ち着いていたVEIN（今井）だが、本作ではアップテンポという事もあり、アグレッシブに動いている。また、ARTERY（喜多村）も「「椅子に足をかけて船乗り場のおっさんみたいだった」と語っている。

## 収録曲
（全編曲：悠木真一）
1. ラスト・ジャッジメント [4:40]
作詞・作曲：志倉千代丸
2. 迷いの森 [7:18]
作詞・作曲：濱田智之
3. ラスト・ジャッジメント（off vocal）
4. 迷いの森（off vocal）